# Damjan Gajser
Damjan Gajser (ur. 8 maja 1970 w Kidričevie) – słoweński piłkarz występujący na pozycji pomocnika.
Gajser zagrał w 11 meczach reprezentacji Słowenii.